# مارلون فيرا
مارلون أندريس فيرا ديلجادو (بالإسبانية: Marlon Andrés Vera Delgado؛ مواليد 2 ديسمبر 1992) هو مقاتل فنون قتالية مختلطة إكوادوري ويُنافس حاليًا في فئة وزن الديك في يو إف سي. دخل فيرا إلى يو إف سي بعد ظهوره في الموسم الافتتاحي من المقاتل النهائي: أمريكا اللاتينية. اعتبارًا من 9 مايو 2023، أصبح السادس في تصنيفات وزن الديك في يو إف سي.

## الخلفية
ولد فيرا في عائلة من الطبقة المتوسطة في تشوني، الإكوادور. لديه أخت وأخ أكبر. تسبب فيرا في حدوث مشاجرة ودخل في معارك في الشوارع طوال فترة شبابه، وبدأ التدريب على رياضة الجوجيتسو البرازيلية في مسقط رأسه الجديد في غواياكيل في سن السادسة عشرة.

## مسيرته في فنون القتال المختلطة

### مسيرته المبكرة
بدأت فيرا التدريب كهاوٍ في عام 2011 وظهر لأول مرة على المستوى الاحترافي في فبراير 2012. وقد جمع سجل من 6-1-1، حيث نافس على المنظمات الإقليمية في أمريكا اللاتينية قبل تجربة المقاتل النهائي في عام 2014.

### المقاتل النهائي: أمريكا اللاتينية
في مايو 2014، تم الكشف عن أن فيرا كان عضوًا في فريق في المقاتل النهائي: أمريكا اللاتينية، ونافس مع فريق ويردوم.
على مدار العرض، هزم فيرا هنري بريونز لأول مرة في الدور ربع النهائي بالضربة القاضية. بعد ذلك، أُجبر فيرا على الخروج من نزال نصف النهائي بسبب عدوى جلدية وحل محله جويدو كانيتي.

### يو إف سي
ظهر فيرا رسميًا لأول مرة ضد زميله ماركو بلتران في 15 نوفمبر 2014 في يو إف سي 180. وخسر النزال بقرار الحكام الجماعي.

## حياته الشخصية
فيرا متزوج من ماريا بولينا إسكوبار. لديهم ابنتان، ولدتا في عامي 2011 و2018، وابن ولد في عام 2015. وتعاني ابنته الكبرى من حالة عصبية نادرة، وهي متلازمة موبيوس، والتي أنشأ فيرا من أجلها حسابًا على غو فاند مي. في يونيو 2018، أعلن فيرا أنه جمع تبرعات كافية لإجراء عملية جراحية، والتي كان من المقرر إجراؤها في كاليفورنيا خلال صيف عام 2018.
في عام 2017، وقع فيرا صفقة إعلانية مع شركة بيبسي والتي من خلالها سيراه معجبوه على اللوحات الإعلانية في جميع أنحاء وطنه.

## البطولات والإنجازات

### فنون القتال المختلطة
- يو إف سي
  - أداء الليلة (خمس مرات) ضد رومان سالازار، براد بيكيت، أندريه يوويل، فرانكي إدغار، ودومينيك كروز[19][20][21][22][23]
  - قتال الليلة (ثلاث مرات)  ضد سونغ يادونغ، وديفي جرانت، وروب فونت[24][25]
    - بالشراكة مع (روب فونت) رابع أكبر عدد مكافآت ما بعد القتال في تاريخ فئة وزن الديك في يو إف سي (6)[26]

  - أكثر عدد إنهاءات في تاريخ فئة وزن الديك في يو إف سي (10)[27]
  - بالشراكة مع (بيتر يان & مونتيل جاكسون) أكثر عدد ضربات قاضية في تاريخ فئة وزن الديك في يو إف سي (10)
  - ثاني أكبر عدد من النزال في تاريخ فئة وزن الديك في يو إف سي (19)[26]
  - أكبر وقت قتال إجمالي في تاريخ فئة وزن الديك في يو إف سي (3:59:51)[26]
  - بالشراكة مع (تي جاي ديلاشاو) ثاني أكبر عدد من الانتصارات في تاريخ فئة وزن الديك في يو إف سي (13)[26]
  - بالشراكة مع (روب فونت & شون أومالي) ثاني أكبر عدد ضربات قاضية في تاريخ فئة وزن الديك في يو إف سي (6)[26]
  - بالشراكة مع (كانغ كيونغ هو & الجامين سترلينج) ثالث أكبر عدد من الإخضاعات في تاريخ فئة وزن الديك في يو إف سي (4)[26]
  - أكثر محاولات إخضاع في تاريخ فئة وزن الديك في يو إف سي (16)[26]
  - خامس أكثر عدد ضربات مؤثرة في تاريخ فئة وزن الديك في يو إف سي (1046)[26]
- إي إس بي إن
  - المقاتل الأكثر تحسُّنًا لهذا العام 2022[28]

## سجل فنون القتال المختلطة
| السجل المهني |        |         |
| 30 نزال      | 21 فوز | 8 خسارة |
| ضربة قاضية   | 8      | 0       |
| إخضاع        | 8      | 0       |
| قرار القضاة  | 5      | 8       |
| تعادل        | 1      | 1       |

| النتيجة | السجل  | الخصم                   | الطريقة                               | الحدث                                            | التاريخ        | الجولة | الوقت | المكان                                   | الملاحظات                                                                |
| ------- | ------ | ----------------------- | ------------------------------------- | ------------------------------------------------ | -------------- | ------ | ----- | ---------------------------------------- | ------------------------------------------------------------------------ |
| فاز     | 21–8–1 | بيدرو مونهوز            | قرار الحكام (بالإجماع)                | يو إف سي 292                                     | 19 أغسطس 2023  | 3      | 5:00  | بوسطن، ماساتشوستس، الولايات المتحدة      |                                                                          |
| خسر     | 20–8–1 | كوري ساندهاغن           | قرار الحكام (بالانقسام)               | يو إف سي على إي إس بي إن: فيرا ضد ساندهاغن       | 25 مارس 2023   | 5      | 5:00  | سان أنطونيو، تكساس، الولايات المتحدة     |                                                                          |
| فاز     | 20–7–1 | دومينيك كروز            | ضربة قاضية (ركلة للرأس)               | يو إف سي على إي إس بي إن: فيرا ضد كروز           | 13 أغسطس 2022  | 4      | 2:17  | سان دييغو، كاليفورنيا، الولايات المتحدة  | أداء الليلة.                                                             |
| فاز     | 19–7–1 | روب فونت                | قرار الحكام (بالإجماع)                | يو إف سي على إي إس بي إن: فونت ضد فيرا           | 30 أبريل 2022  | 5      | 5:00  | لاس فيغاس، نيفادا، الولايات المتحدة      | نزال في الوزن الغير محدد (138.5 رطلاً) ؛ فونت أخفق في الوزن. قتال الليلة. |
| فاز     | 18–7–1 | فرانكي إدغار            | ضربة قاضية (ركلة أمامية)              | يو إف سي 268                                     | 6 نوفمبر 2021  | 3      | 3:50  | مدينة نيويورك، نيويورك، الولايات المتحدة | أداء الليلة.                                                             |
| فاز     | 17–7–1 | ديفي جرانت              | قرار الحكام (بالإجماع)                | يو إف سي على إي إس بي إن: الزومبي الكوري ضد إيجي | 19 يونيو 2021  | 3      | 5:00  | لاس فيغاس، نيفادا، الولايات المتحدة      | قتال الليلة.                                                             |
| خسر     | 16–7–1 | خوسيه ألدو              | قرار الحكام (بالإجماع)                | يو إف سي ليلة القتال: طومسون ضد نيل              | 19 ديسمبر 2020 | 3      | 5:00  | لاس فيغاس، نيفادا، الولايات المتحدة      |                                                                          |
| فاز     | 16–6–1 | شون أومالي              | ضربة فنية قاضية (بالمرفقين واللكمات)  | يو إف سي 252                                     | 15 أغسطس 2020  | 1      | 4:40  | لاس فيغاس، نيفادا، الولايات المتحدة      |                                                                          |
| خسر     | 15–6–1 | سونغ يادونغ             | قرار الحكام (بالإجماع)                | يو إف سي على إي إس بي إن: أوفريم ضد هاريس        | 16 مايو 2020   | 3      | 5:00  | جاكسونفيل، فلوريدا، الولايات المتحدة     | نزال في وزن الريشة. قتال الليلة.                                         |
| فاز     | 15–5–1 | أندريه يوويل            | ضربة فنية قاضية (بالمرفقين واللكمات)  | يو إف سي ليلة القتال: جوانا ضد واترسون           | 12 أكتوبر 2019 | 3      | 3:17  | تامبا، فلوريدا، الولايات المتحدة         | أداء الليلة.                                                             |
| فاز     | 14–5–1 | نوهيلين هيرنانديز       | إخضاع (خنق خلفي عاري)                 | يو إف سي 239                                     | 6 يوليو 2019   | 2      | 3:25  | لاس فيغاس، نيفادا، الولايات المتحدة      |                                                                          |
| فاز     | 13–5–1 | فرانكي ساينز            | ضربة فنية قاضية (باللكمات)            | يو إف سي ليلة القتال: طومسون ضد بيتيس            | 23 مارس 2019   | 1      | 1:25  | ناشفيل، تينيسي، الولايات المتحدة         |                                                                          |
| فاز     | 12–5–1 | جويدو كانيتي            | إخضاع (خنق خلفي عاري)                 | يو إف سي ليلة القتال: ماغني ضد بونزينيبيو        | 17 نوفمبر 2018 | 2      | 1:31  | بوينس آيرس، الأرجنتين                    |                                                                          |
| فاز     | 11–5–1 | ووليتشي بورين           | ضربة فنية قاضية (لكمة للجسم)          | يو إف سي 227                                     | 4 أغسطس 2018   | 2      | 4:53  | لوس أنجلوس كاليفورنيا، الولايات المتحدة  |                                                                          |
| خسر     | 10–5–1 | دوغلاس سيلفا دي أندرادي | قرار الحكام (بالإجماع)                | يو إف سي ليلة القتال: ماتشيدا ضد أندرس           | 3 فبراير 2018  | 3      | 5:00  | بليم، البرازيل                           |                                                                          |
| خسر     | 10–4–1 | جون لينيكر              | قرار الحكام (بالإجماع)                | يو إف سي ليلة القتال: برونسون ضد ماتشيدا         | 28 أكتوبر 2017 | 3      | 5:00  | ساو باولو، البرازيل                      |                                                                          |
| فاز     | 10–3–1 | برايان كيلهير           | إخضاع (الذراع)                        | يو إف سي على فوكس: ويدمان ضد جايستيلوم           | 22 يوليو 2017  | 1      | 2:18  | يونيوندايل، نيويورك، الولايات المتحدة    |                                                                          |
| فاز     | 9–3–1  | براد بيكيت              | ضربة فنية قاضية (ركلة للرأس واللكمات) | يو إف سي ليلة القتال: مانوا ضد أندرسون           | 18 مارس 2017   | 3      | 3:50  | لندن، إنجلترا                            | نزال في الوزن الغير محدد (140 رطل). أداء الليلة.                         |
| فاز     | 8–3–1  | نينغ غوانجيو            | قرار الحكام (بالإجماع)                | يو إف سي ليلة القتال: ويتيكر ضد برونسون          | 27 نوفمبر 2016 | 3      | 5:00  | ملبورن، أستراليا                         | نزال في وزن الريشة.                                                      |
| خسر     | 7–3–1  | ديفي جرانت              | قرار الحكام (بالإجماع)                | يو إف سي ليلة القتال: سيلفا ضد بيسبنغ            | 27 فبراير 2016 | 3      | 5:00  | لندن، إنجلترا                            | تم خصم نقطة من فيرا في الجولة الثالثة بسبب مسك قفاز جرانت من الداخل.     |
| فاز     | 7–2–1  | رومان سالازار           | إخضاع (مثلث شريط الذراع)              | يو إف سي ليلة القتال: تيكسيرا ضد سانت بريوكس     | 8 أغسطس 2015   | 2      | 2:15  | ناشفيل، تينيسي، الولايات المتحدة         | أداء الليلة.                                                             |
| خسر     | 6–2–1  | ماركو بلتران            | قرار الحكام (بالإجماع)                | يو إف سي 180                                     | 15 نوفمبر 2014 | 3      | 5:00  | مدينة مكسيكو، المكسيك                    |                                                                          |
| فاز     | 6–1–1  | ديخوان أوينز            | إخضاع (ربط الكعب)                     | إنكا إف سي 24                                    | 23 أكتوبر 2013 | 1      | 1:54  | ليما، بيرو                               |                                                                          |
| خسر     | 5–1–1  | برونو لياندرو لوباتو    | قرار الحكام (بالإجماع)                | إنكا إف سي 23                                    | 24 أغسطس 2013  | 3      | 5:00  | ليما، بيرو                               |                                                                          |
| تعادل   | 5–0–1  | فابيو بيسبو             | تعادل (بالإجماع)                      | إنكا إف سي 22                                    | 29 يونيو 2013  | 3      | 5:00  | ليما، بيرو                               |                                                                          |
| فاز     | 5–0    | لويس روبرتو هيريرا      | إخضاع (خنق خلفي عاري)                 | إف إم بي 16: عروض المقاتلين المكسيكيين 16        | 25 مايو 2013   | 1      | 1:50  | تشيواوا، المكسيك                         |                                                                          |
| فاز     | 4–0    | جويل إجليسياس           | ضربة قاضية (بالمرفقين)                | 300 سبارتا                                       | 24 أبريل 2013  | 1      | 4:04  | ليما، بيرو                               |                                                                          |
| فاز     | 3–0    | خافيير أومانا مونوز     | إخضاع (مثلث الخنق)                    | دوري القتال بنما: التحدي القتالي النهائي 13      | 18 يناير 2013  | 2      | 4:44  | بنما سيتي، بنما                          |                                                                          |
| فاز     | 2–0    | جاك جوزمان              | إخضاع (مثلث الخنق)                    | الساموراي إف سي 7: السلام والحرب                 | 20 فبراير 2012 | 1      | غ/م   | كيتو، الإكوادور                          |                                                                          |
| فاز     | 1–0    | سيزار مورينو            | قرار الحكام (بالإجماع)                | إي إم إم إيه 2: الصراع                           | 18 يونيو 2011  | 3      | 5:00  | سانتا إيلينا، الإكوادور                  |                                                                          |

## وصلات خارجية
- مارلون فيرا على موقع يو إف سي (الإنجليزية)
- مارلون فيرا على موقع شيردوغ (الإنجليزية)
- مارلون فيرا على موقع Tapology.com (الإنجليزية)
- مارلون فيرا على موقع IMDb (الإنجليزية)
- مارلون فيرا على موقع قاعدة بيانات الفيلم (الإنجليزية)